# 하다촌 (이와테현)
하다촌(羽田村)은 이와테현 에사시군에 설치되었던 촌이다. 현재의 오슈시에 해당한다.

## 연혁
- 1889년 4월 1일 - 정촌제 시행으로 하네다촌 단독으로 촌제를 시행하였다.
- 1954년 4월 1일 - 구로이시촌 및 이사와군, 미즈사와정, 아네타이촌, 사쿠라가와촌, 신조촌이 합병해 미즈사와시가 되었다.

## 교통
당시에는 마을 내에 철도가 다니지 않아 기타카미카와 강 건너 동북 본선 미즈사와 역이 가장 가까운 역이었으나 현재는 구 촌역 내에 도호쿠 신칸센의 미즈사와 에사시 역이 존재한다.